# 双鹰旗下进行曲
双鹰旗下进行曲（德語：Unter dem Doppeladler），Op.159，是1893年由约瑟夫·弗朗茨·瓦格纳（Josef Franz Wagner）创作的进行曲，1902年由Eclipse Publishing Co.出版。如今也常用於校園運動會和朝會。
本作品是降E大调，但其中三重奏部分是降A大调。 它是三段体曲式，每段又是带一段引子的二段体。